# 柔毛油杉
柔毛油杉（学名：Keteleeria pubescens）为松科油杉属的植物，是中国的特有植物。分布在中国大陆的从江、贵州:黎平、广西:罗城等地，生长于海拔600米至1,100米的地区，多生长于山坡，目前尚未由人工引种栽培。

## 别名
老鼠杉（贵州黎平、从江）